# Mirror Mirror (canción de Blind Guardian)
«Mirror Mirror» es un sencillo del grupo de power metal alemán Blind Guardian, publicado en 1998. La portada del disco fue creada por Andreas Marshall. La canción central del sencillo fue compuesta para el álbum Nightfall in Middle-Earth de 1998. El sencillo incluye, además, dos canciones del álbum Imaginations from the Other Side de 1995, y una versión de la canción «Beyond the Realms of Death», de Judas Priest.

## Formación
- Hansi Kürsch: voz;
- André Olbrich: guitarra solista, rítmica y acústica;
- Marcus Siepen: guitarra rítmica;
- Thomas Thomen Stauch: batería y percusión.

## Lista de canciones
| N.º   | Título                             | Duración |  |
| 1.    | «Mirror Mirror»                    | 5:07     |  |
| 2.    | «And the Story Ends» (live)        | 6:47     |  |
| 3.    | «Imaginations from the Other Side» | 8:23     |  |
| 4.    | «Beyond the Realms of Death»       | 7:02     |  |
| 27:19 |                                    |          |  |

## Temática
El tema «Mirror Mirror» está basado en El Silmarillion, libro del escritor británico J. R. R. Tolkien que narra como Turgon, previendo una derrota inevitable, construyó la ciudad de Gondolin, ayudado por el vala Ulmo, el Señor de las Aguas.